# Zef

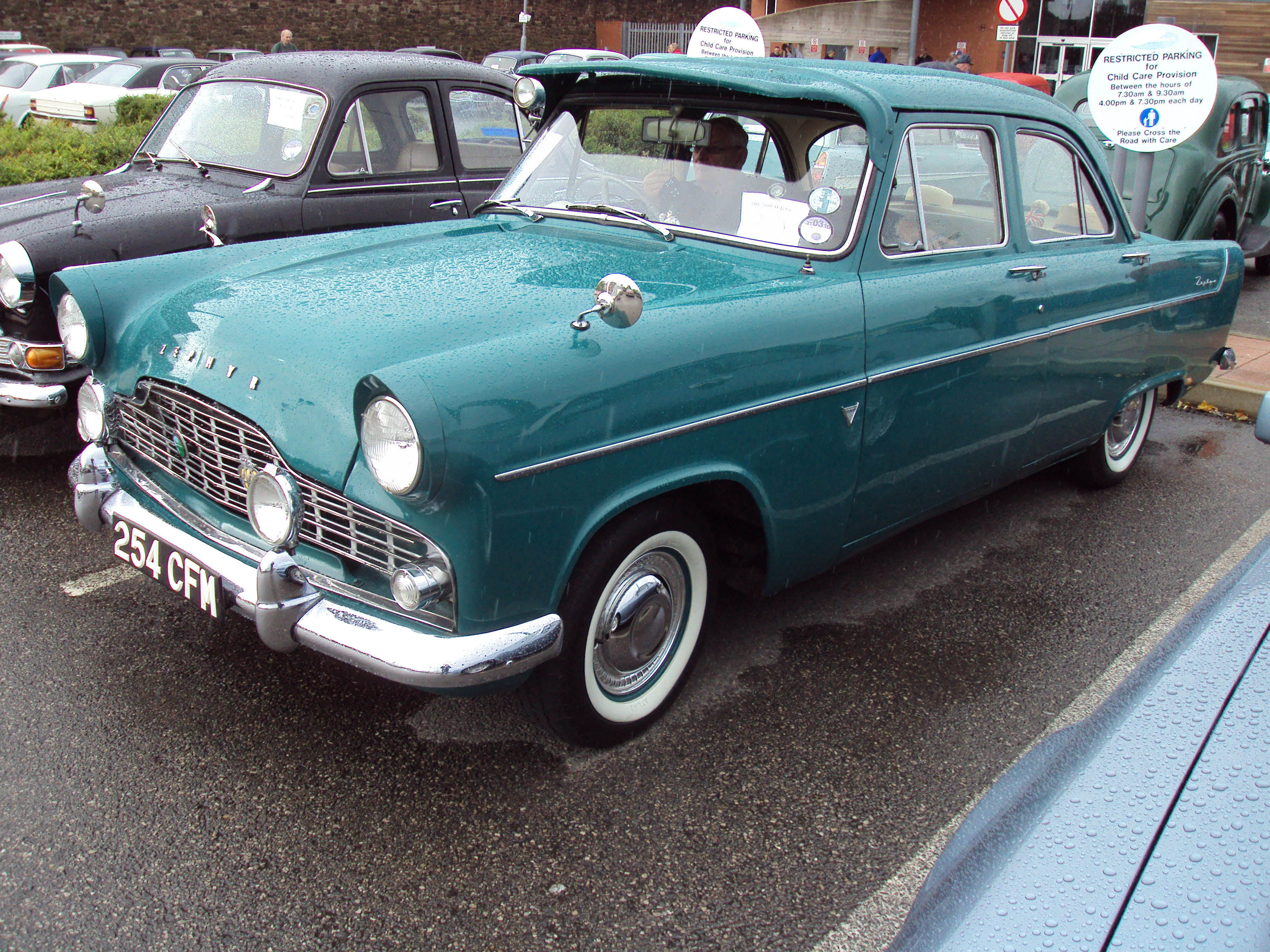
Ford Zephyr

Zef – kontrkultura wywodząca się z Republiki Południowej Afryki.

## Etymologia słowa
Słowo zef pochodzi z południowoafrykańskiego slangu i oznacza w wolnym tłumaczeniu „wspólny”, „powszechny”, „ogólny”. Jack Parow, raper z Kapsztadu, w wywiadzie mówi o zef: „coś jakby ekskluzywny, ale przeciwieństwo ekskluzywnego”. Yo-landi Visser, raperka z grupy Die Antwoord, określa to tak: „Jesteś zef wtedy, kiedy jesteś biedny, ale fancy. Biedny, ale seksowny, kiedy masz styl”.
Zef to skrót od nazwy auta, Forda Zephyra. Ten Ford pojawił się w Południowej Afryce w latach 50. i był bardzo popularny do lat 70. XX wieku. Posiadali go zazwyczaj (i tak też jest kojarzony) przedstawiciele klasy robotniczej, głównie w Johannesburgu. Właściciele owych Fordów określali się zef, co znaczyło wtedy „właściciel Zephyra”.

## Kultura i muzyka ZEF
Najbardziej znanym w Polsce przedstawicielem kontrkultury zef jest południowoafrykańska grupa muzyczna Die Antwoord. Ninja i Yo-landi identyfikują się z zef, sami się tak określają. Mówią, że są reprezentantami zef. Ninja opisuje zef jako styl muzyki i styl bycia.